# Алексіс Вега
Алексіс Вега (ісп. Alexis Vega, нар. 25 листопада 1997, Куаутемок) — мексиканський футболіст, нападник клубу «Гвадалахара».
Виступав, зокрема, за клуб «Толука», а також національну збірну Мексики. У складі збірної — володар Золотого кубка КОНКАКАФ 2019 року та бронзовий призер Олімпійських ігор 2020 року.

## Клубна кар'єра
Народився 25 листопада 1997 року в місті Куаутемок. Вихованець футбольної школи клубу «Толука». Дорослу футбольну кар'єру розпочав 2016 року в основній команді того ж клубу, в якій провів чотири сезони, взявши участь у 58 матчах чемпіонату і забивши 12 голів.
8 грудня 2018 року було оголошено, що Вега перейшов у «Гвадалахару» за 9 мільйонів доларів, що робить його трансфер одним з найдорожчих покупок в історії клубу. Станом на 6 серпня 2021 року відіграв за команду з Гвадалахари 40 матчів в національному чемпіонаті.

## Виступи за збірну
У складі олімпійської збірної Мексики Вега виграв Передолімпійський турнір КОНКАКАФ, забивши 1 гол у 5 іграх і ставши найкращим гравцем турніру та був включений до символічної збірної. Цей результат дозволив команді поїхати на футбольний турнір на Олімпійських іграх 2020 року у Токіо, на якому команда здобула бронзові олімпійські нагороди. На цьому турнірі Алексіс провів 6 матчів і забив 3 голи.
26 березня 2019 року дебютував в офіційних іграх у складі національної збірної Мексики у товариському матчі проти Парагваю (4:2), замінивши на 78-й хвилині Хав'єра Ернандеса.
Влітку 2019 року Вега був викликаний до заявки збірної для участі в Золотому кубку КОНКАКАФ у США, Коста-Риці та Ямайці. У першому матчі в груповому раунді проти збірної Куби (7:0) Алексіс на 74-й хвилині забив свій дебютний гол за збірну, а за підсумками турніру виграв з командою золоту медаль.
| Дата      | Місто         | Господарі | Результат | Гості     | Турнір                         | Голи | Примітки |
| --------- | ------------- | --------- | --------- | --------- | ------------------------------ | ---- | -------- |
| 27-3-2019 | Санта-Клара   | Мексика   | 4 – 2     | Парагвай  | товариський матч               | -    | 78'      |
| 6-6-2019  | Берлін        | Мексика   | 3 – 1     | Венесуела | товариський матч               | -    | 82'      |
| 9-6-2019  | Санта-Клара   | Мексика   | 3 – 2     | Еквадор   | товариський матч               | -    | 61'      |
| 15-6-2019 | Пасадена      | Мексика   | 7 – 0     | Куба      | Кубок КОНКАКАФ 2019 - 1-й етап | 1    | 72'      |
| 23-6-2019 | Шарлотт       | Мартиніка | 2 – 3     | Мексика   | Кубок КОНКАКАФ 2019 - 1-й етап | -    | 77'      |
| 7-9-2019  | Іст-Ратерфорд | США       | 0 – 3     | Мексика   | товариський матч               | -    | 87'      |
| 30-9-2020 | Мехіко        | Мексика   | 3 – 0     | Гватемала | товариський матч               | -    | 70'      |
| 1-7-2021  | Нашвілл       | Мексика   | 3 – 0     | Панама    | товариський матч               | -    | 74'      |
| Усього    |               | Матчів    | 8         |           | Голів                          | 1    |          |

## Титули і досягнення
Збірна Мексики
- Володар Золотого кубка КОНКАКАФ (2): 2019, 2025
- Бронзовий призер Олімпійських ігор: 2020